# Muriel Gustavo Becker
Muriel Gustavo Becker (Novo Hamburgo, 14 februari 1987) - alias Muriel - is een Braziliaans voetballer die als doelman speelt. hij is de oudere broer van Alisson Becker, die doelman is van het nationale elftal.

## Clubcarrière
Muriel werd geboren in Novo Hamburgo, hij stamt af van Duitse Brazilianen. Hij begon zijn carrière bij Internacional, een van de twee grote clubs uit Porto Alegre. In 2009 werd hij uitgeleend aan Caxias en Portuguesa, toen uit de Série B. Met Internacional won hij de Copa Libertadores in 2010, de Recopa Sudamericana in 2011, het Campeonato Gaúcho in 2008, 2011, 2012, 2013, 2014, 2015 en 2016 en de Recopa Gaúcha in 2016. In 2016 werd hij ook nog uitgeleend aan Bahia. Tussen 2017 en 2019 speelde hij bij het Portugese Belenenses. In 2019 keerde hij terug naar Brazilië, waar hij ging spelen bij Fluminense.